# Сьюдад-де-ла-Коста (місто)

Сьюдад-де-ла-Коста позначений червоним на мапі департаменту Канелонес

Сьюда́д-де-ла-Ко́ста (ісп. Ciudad de la Costa) — третє за величиною місто Уругваю, адміністративний центр однойменного муніципалітету, одне із найкрупніших міст департаменту Канелонес.

## Історія
До 1979-х регіон, у якому розташоване Сьюдад-де-ла-Коста, складався із роздрібнених містечок та курортів, що вибудувалися від східних околиць Монтевідео на десятки кілометрів. У 1980-ті процес макрополізації Монтевідео інтенсифіціював економічний розвиток та інтеграцію цих містечок. 19 жовтня 1994 було офіційно оголошено про створення «Міста Узбережжя», як дослівно перекладається назва Сьюдад-де-ла-Косты.

## Географія
Фактично місто злилося з Великим Монтевідео, що витягнулося по узбережжю Атлантичного океану околиця уругвайської столиці. Населення — біля 84 000 мешканців (2004). До сходу від Сьюдад-де-ла-Косты розташована ще одна низка містечок і курортів, які менше інтегровані один з одним і отримали загальну назву Коста-де-Оро (Золотий берег). На тепер адміністративно місто розділяється на 10 бальнеаріїв, що простягнулися на 16 км по узбережжю.

## Демографія
У 1996 населення міста складало 66402 мешканців, що на 92,6 % перевищувало показники 1985 року. У 2004 Сьюдад-де-ла-Коста нараховувало вже 83888 мешканців, приріст по відношенню до 1996 складав 28,8 %.

## Економіка
Сьюдад-де-ла-Коста — своєрідний богемний центр Уругваю. Місто висунулося в число найкрупніших (не враховуючи домінанти Монтевідео) туристичних центрів країни за рахунок свого прибережного розташування уздовж мальовничих пляжів. Тут збудований крупний автодром країни; окрім того, неподалік від Сьюдад-де-ла-Кости розташований міжнародний аеропорт Карраско, один із найкрупніших в Уругваї.

## Міста побратими
- США Голлівуд (Флорида), США.